# 사토미촌 (이바라키현)
사토미촌(里美村)은 이바라키현 구지군에 설치되었던 촌이다. 합병으로 현재의 히타치오타시 사토미지구에 해당한다.

## 역사
- 1956년 9월 1일 - 오사토촌, 가미촌과 합병해 사토미촌이 성립하였다.
- 1991년 10월 - 크리스토와 잔=클로드의 '엄브렐라 일본-미합중국, 1984-91'가 개최하였다.
- 2004년 12월 1일 - 사토미촌은 스이후촌, 가나사고정이 히타치오타시에 편입돼 소멸하였다.

## 교통

### 철도
- 동일본 여객철도 스이군선 (마을 내를 철도 노선은 달리고 있지 않다.가장 가까운 역은 JR 동일본 스이군선 다마가와무라 역.)

### 도로
- 국도 제39호선
- 국도 제461호선